# Церковь Покрова Пресвятой Богородицы (Анастасиевка)
Церковь Покрова Пресвятой Богородицы (Свято-Покровская церковь) — церковь в селе  Анастасиевка Матвеево-Курганского района Ростовской области. Относится к Ростовской и Новочеркасской епархии Матвеево-Курганское благочиние Русской Православной церкви.
Адрес храма:  Россия, Ростовская область, Матвеево-Курганский район, село Анастасиевка, улица Октябрьская.

## История
С 1818 года в селе Анастасиевка существовал молитвенный деревянный дом, освящённый во имя Покрова Пресвятой Богородицы.
В 1823 году на средства участника Отечественной войны 1812 года генерал-лейтенанта Адриана Карповича Денисова на переданным им земельном участке было начато строительство каменной церкви с колокольней и каменной оградой, освящённой во имя Покрова Божией Матери.  Свято-Покровская церковь была построена в 1824 году в селе Анастасиевка Матвеево-Курганского района Ростовской области.
C 1888 по 1893 священником слободы Анастасиевка был Нафанаил (Троицкий Никодим Захарович). Родился 20 октября 1864 года в Области Войска Донского. Окончил Донскую духовную семинарию в 1886 году и поступил в Киевскую духовную академию. В 1887 году по семейным обстоятельствам уволился из академии, с 1888 года — священник слободы Анастасиевка. В 1893 году поступил в Казанскую духовную академию.
В 1937 году здание церкви вместе с земельным участком было изъято в пользу государства. Долгие годы в храме не проводились служб. Здание храма использовалось под сельский клуб, потом как спортивный зал.
В 1999 году храм был отреставрирован и восстановлен. С этого же времени в храме стали регулярно совершаться богослужения.
В 2009 году для храма приобреталась церковная утварь, иконы. В здании храма были установлены металлопластиковые окна.
В 2014 году большая часть храма была ремонтирована колхозом «Родина», личными трудами директора колхоза Сергея Джавлах и жителями села Анастасиевка. Церковь имеет покрашенные голубой краской купола, кирпичные ворота с металлическими вставками.
1 ноября 2015 года Глава Донской митрополии митрополит Ростовский и Новочеркасский Меркурий совершил Великое освящение восстановленного храма Покрова Пресвятой Богородицы в селе Анастасиевка Матвеево-Курганского района и Божественную литургию. В память о Великом освящении храма владыка митрополит передал в дар приходу Донскую икону Пресвятой Богородицы.
Настоятель Покровского храма села Анастасиевка — иерей Евгений Зайцев.